# حیدرآباد (تسوج)
حیدرآباد یکی از روستاهای استان آذربایجان شرقی است که در دهستان گونی غربی بخش تسوج شهرستان شبستر واقع شده‌است.

## جمعیت
براساس سرشماری مرکز آمار ایران در سال ۱۳۸۵، جمعیت آن ۵۳۷ نفر (۱۵۷ خانوار) می‌باشد.